# Malatesta IV Malatesta de Sogliano
Malatesta IV Malatesta de Sogliano fou fill de Semproni Malatesta de Sogliano. Fou comte sobirà de Sogliano el 1623, comte de San Giovanni in Galilea, patge del Duc d'Urbino. Expulsat de la cort el 1607, el 1622 va anar a Rimini vestit de captaire.
Va amenaçar a una germana del cardenal Tonti de la qual volia una filla per dona i a instàncies del pare fou processat i condemnat a la confiscació dels béns per sentència del 25 de novembre de 1622. Tot i així la sentencia no fou executada fins al 1640. Va morir a Roma el 1650. Es va casar el 1621 amb Medea Malatesta, i després en segones noces amb Donna Cecília Theodoli.
Fou el darrer comte sobirà de Sogliano.